# Hypoprepia cadaverosa
Hypoprepia cadaverosa là một loài bướm đêm thuộc phân họ Arctiinae, họ Erebidae.